# Saint-Michel-de-Fronsac
Saint-Michel-de-Fronsac ist eine französische Gemeinde im Département Gironde in der Region Nouvelle-Aquitaine. Die Gemeinde liegt im näheren Einzugsgebiet der Stadt Libourne. Sie hat 515 Einwohner (Stand 1. Januar 2022), eine Zahl, die sich innerhalb der letzten 40 Jahre kaum veränderte.
Die Gemeinde gehört zum Kanton Le Libournais-Fronsadais im Arrondissement Libourne. Mit den Gemeinden Saint-Aignan, La Rivière und Saint-Germain-de-la-Rivière wurde eine interkommunale Vereinigung zur Trägerschaft der Grundschulen eingerichtet.

## Weblinks

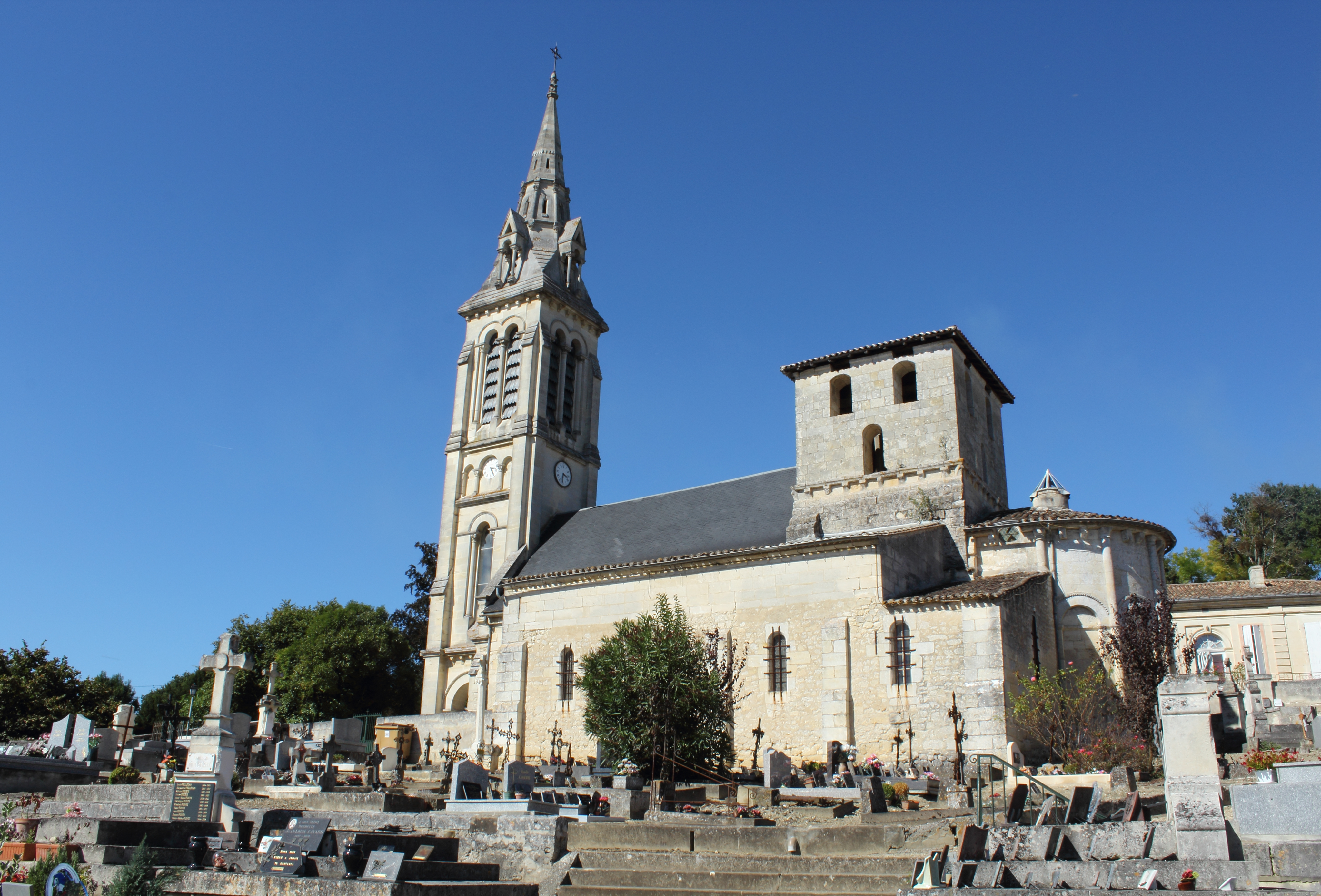
Kirche

## Baudenkmäler
Siehe: Liste der Monuments historiques in Saint-Michel-de-Fronsac

## Weinbau
Saint-Michel-de-Fronsac ist ein Weinbauort innerhalb der  Weinbaugebiete Fronsac und Canon-Fronsac.